# 2MASS J11145133-2618235
2MASS J11145133-2618235 ist ein Brauner Zwerg der Spektralklasse T7.5 im Sternbild Wasserschlange. Er wurde 2005 von Christopher G. Tinney et al. entdeckt. Er befindet sich in einer Entfernung von etwa 18 Lichtjahren und seine Position verschiebt sich aufgrund seiner Eigenbewegung jährlich um etwa 3,05 Bogensekunden.